# Puente tibetano

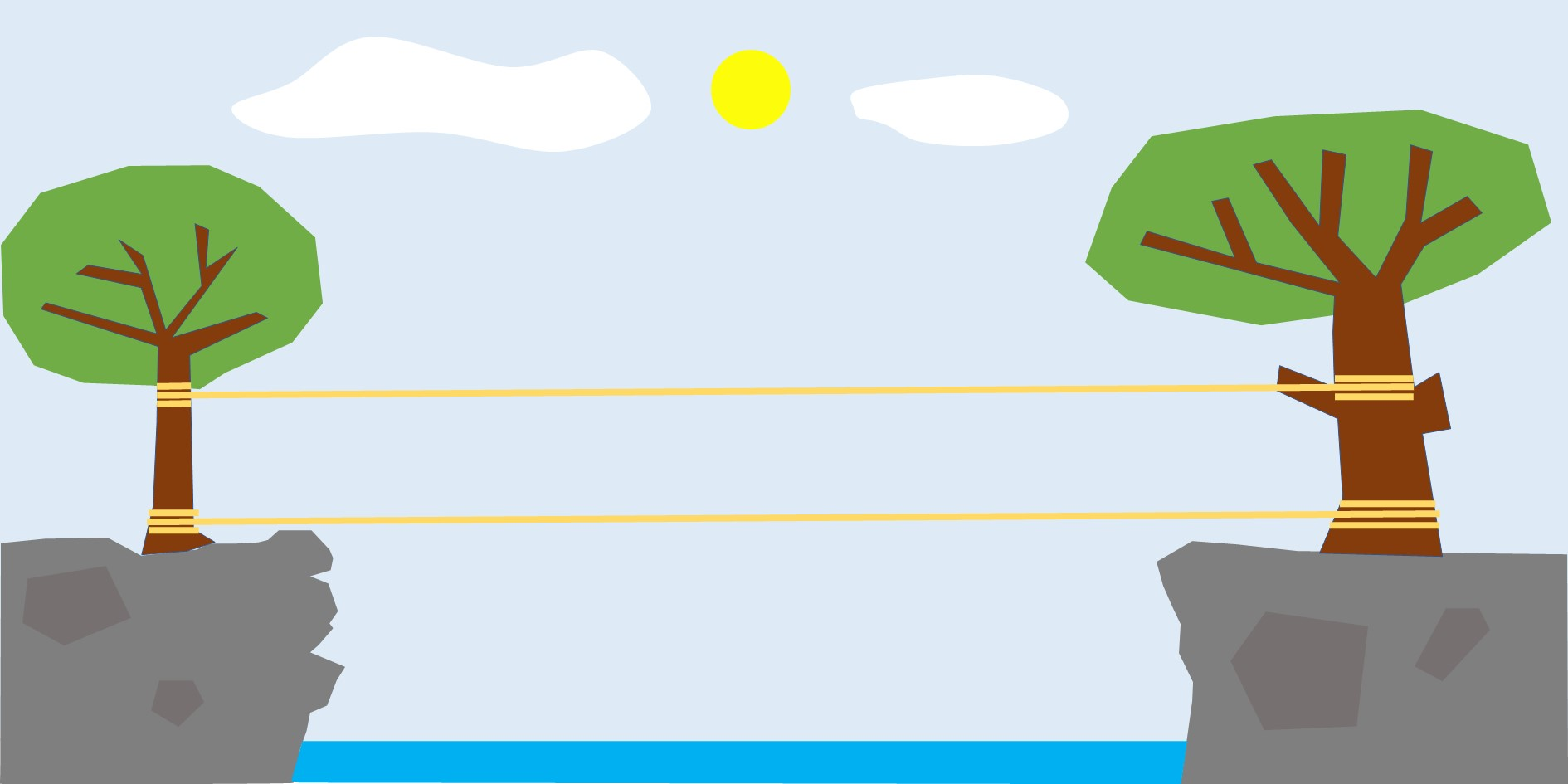
Puente tibetano

El Puente mono o el puente tibetano es un puente realizado con dos cuerdas, una para los pies, y una para las manos.